# Abbazia di Holyrood
L'abbazia di Holyrood (in inglese Holyrood Abbey) è un'abbazia in rovina dei canonici regolari ad Edimburgo, Scozia. L'abbazia fu fondata nel 1128 da re Davide I di Scozia. Durante il quindicesimo secolo l'abbazia fu modificata in residenza reale, e dopo la Riforma scozzese il Palazzo di Holyrood fu ampliato. La chiesa dell'abbazia fu usata come parrocchia fino al diciassettesimo secolo e fu abbandonata nel diciottesimo secolo. Le pareti rimaste dell'abbazia si trovano accanto al palazzo, al confine est del Royal Mile a Edimburgo. Il sito dell'abbazia è protetto come monumento storico.

## Etimologia del nome
Rood (crocifisso) è un'antica parola che indica un tipo di croce cristiana. A volte indica la croce su cui fu posto Gesù Cristo; così il nome Holyrood è equivalente alla "Vera Croce".

## Storia

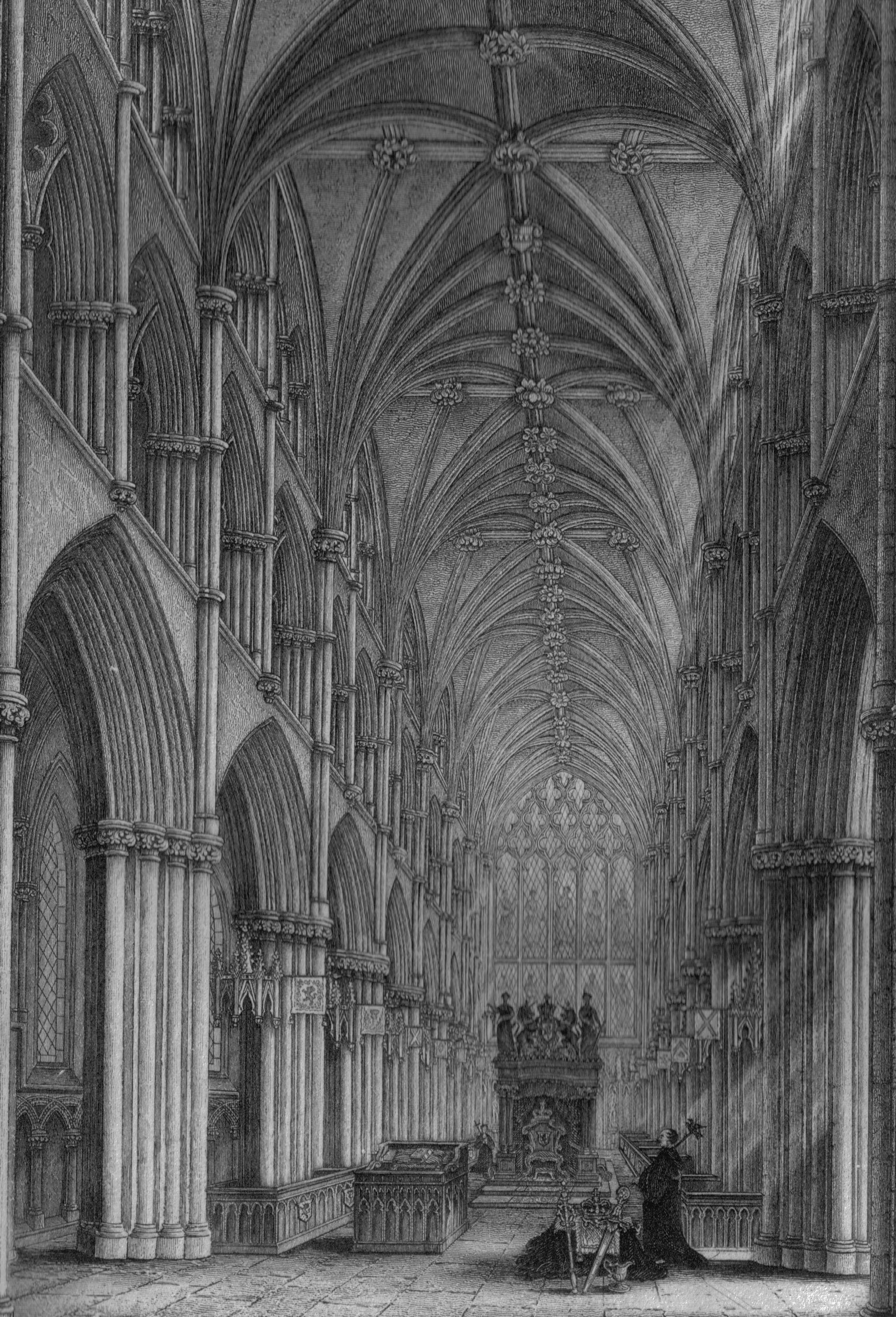
La cappella reale al tempo di Giacomo VII.

La leggenda dice che nel 1127, mentre re Davide I stava cacciando nelle foreste ad est di Edimburgo durante l'Esaltazione della Santa Croce, fu sbalzato da cavallo dopo essere stato sorpreso da un cervo. In base alle variazioni della storia, il re fu salvato dall'essere incornato dall'animale quando fu sorpreso per la miracolosa apparizione di una croce santa che scendeva dal cielo, o da un riflesso del sole a forma di crocifisso che presto apparve tra le corna del cervo mentre il re tentava di afferrarle per difendersi. Come atto di gratitudine per essersi salvato, Davide I fondò l'abbazia di Holyrood in quei luoghi nel 1127. L'abbazia all'inizio ospitava una comunità di agostiniani da Merton Priory. Lo schema dell'abbazia è chiaramente basato su quegli edifici. Nel 1177 il delegato papale Vivian tenne lì un concilio. Nel 1189 i nobili e i prelati di Scozia vi si incontrarono per discutere un riscatto per Guglielmo il Leone.
La chiesa originale dell'abbazia di Holyrood fu in gran parte ricostruita tra il 1195 e il 1230. L'edificio completo consisteva in una cappella di sei campate, un transetto di tre campate con una torre centrale sopra e una navata di otto campate con una coppia di torri nella parte ovest.
Il Parlamento di Scozia si incontrò nell'abbazia nel 1256, nel 1285, nel 1327, nel 1366, nel 1384, nel 1389 e nel 1410. Nel 1326 Roberto I di Scozia tenne qui il parlamento e l'edificio fu certamente utilizzato come un palazzo reale durante o prima del 1329. Il Trattato di Edimburgo-Northampton (1328), che pose fine alla Prima guerra d'indipendenza scozzese, fu firmato da Roberto I di Scozia nella "Camera del Re" a Holyrood nel marzo 1328. La posizione dell'abbazia vicino al Castello di Edimburgo significa che era visitata spesso dai re scozzesi, che erano ospitati nella foresteria situata ad ovest del chiostro dell'abbazia. Nella metà del quindicesimo secolo, con l'emergere di Edimburgo come sede principale della corte reale e città principale del regno, i Re di Scozia aumentarono l'uso di Holyrood per proponimenti laici. Giacomo II di Scozia e suo fratello gemello Alexander, Duca di Rothesay nacquero qui nell'ottobre 1430. Nel 1437, sempre in questi luoghi, Giacomo venne incoronato e cominciò i lavori che furono portati avanti fino al suo matrimonio nel 1449. Tra il 1498 e il 1501, Giacomo IV costruì un palazzo reale, vicino al chiostro dell'abbazia. Le influenza reali sull'abbazia aumentarono quando nel 1538 Robert Stewart, l'infante, figlio illegittimo di Giacomo V, fu designato come commendatore di Holyrood.

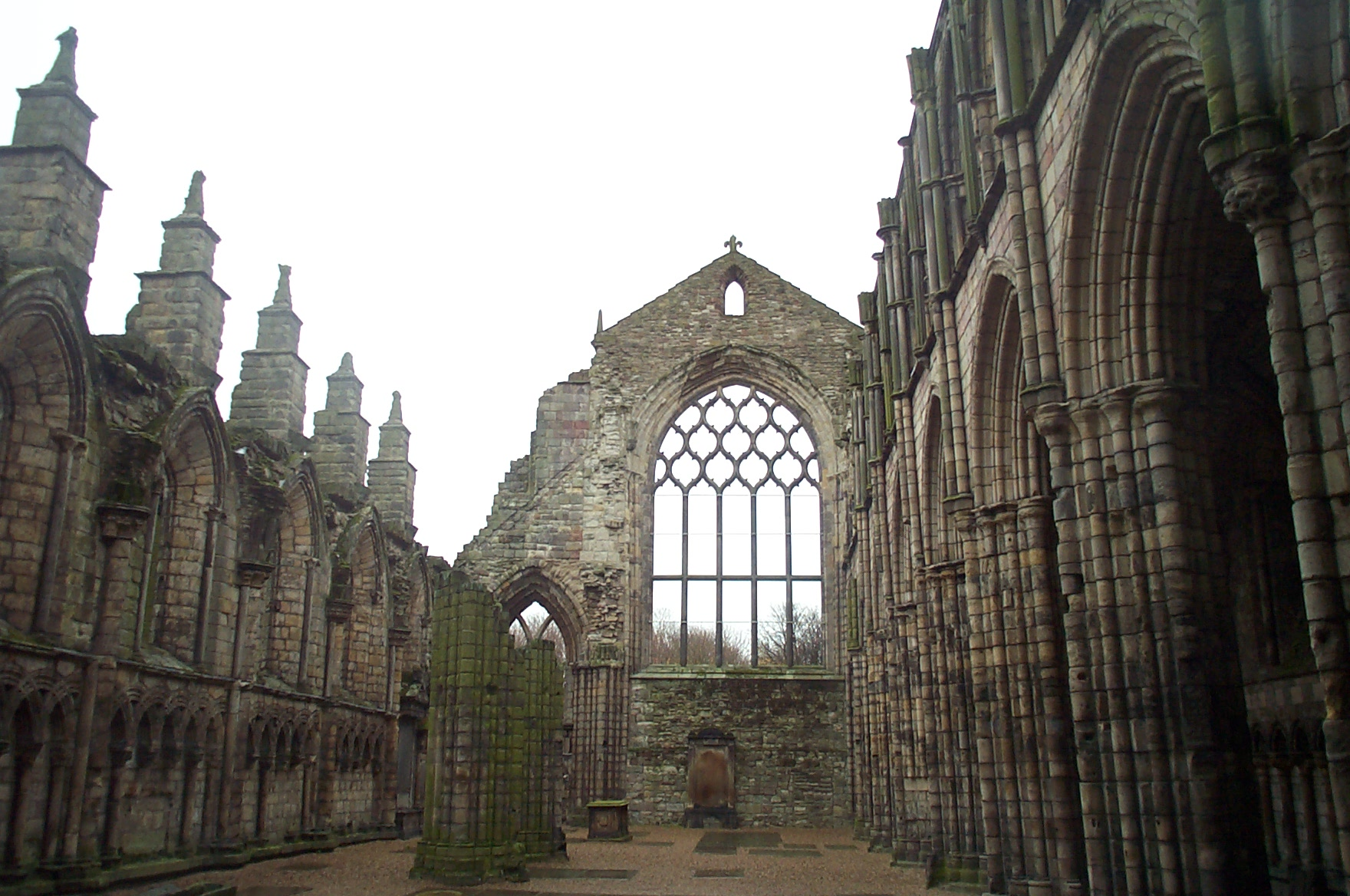
Le rovine della navata della chiesa

Durante la guerra del brutale corteggiamento, l'esercito invasore inglese del Conte di Hertford inflisse un danno strutturale all'abbazia nel 1544 e 1547. Il tetto fu spogliato delle tegole, le campane furono rimosse e il contenuto dell'Abbazia saccheggiato. Nel 1559, durante la riforma scozzese, l'abbazia subì altri danni quando una folla distrusse gli altari e saccheggiò il resto della Chiesa. Con la riforma e la fine del servizio clericale, l'altare a est dell'abbazia divenne superfluo. Nel 1569, Adam Bothwell, il commendatore di Holyrood, informò l'Assemblea Generale della Chiesa di Scozia che l'altare era in un tale stato di degrado che avrebbero dovuto essere demoliti il coro e il transetto. Ciò fu fatto l'anno seguente, mantenendo solo la navata, che da allora servì come parrocchia per il borgo di Canongate. Tra il 1570 e il 1573 fu costruito un timpano ad est, vicino all'altare ad est e all'ex navata, tutte e due le finestre della navata furono bloccate, le tombe reali furono rimosse e portate in un nuovo cimitero regale nella navata sud e il vecchio altare a est fu demolito. L'abbazia fu rimodellata nel 1633 per l'incoronazione di Carlo I.
Nel 1686 Giacomo VII fondò un college Gesuita a Holyrood. L'anno seguente, la congregazione Protestante si spostò nella nuova Chiesa di Canongate e l'abbazia fu convertita in una cappella reale cattolica e nella cappella dell'Ordine del Cardo. La chiesa dell'abbazia fu ristrutturata secondo il progetto di James Smith e dotata di troni e seggi elaborati per ogni singolo Cavaliere dell'Ordine del Cardo, scolpiti da Grinling Gibbons. Tuttavia, nel 1688, dopo la Gloriosa Rivoluzione, una folla da Edimburgo entrò nell'abbazia, distrusse la cappella reale e profanò le tombe. Nel 1758 si decise di rifare in pietra le vecchie capriate in legno aggiungendo lastre esterne ugualmente di pietra, ma il peso delle nuove parti era eccessivo e nel 1768 il tetto crollò, lasciando l'abbazia nel suo stato attuale, una rovina scoperchiata. La ristrutturazione dell'abbazia fu proposta diverse volte fin dal diciottesimo secolo - nel 1835 dall'architetto James Gillespie Graham come punto di ritrovo per l'Assemblea Generale della Chiesa di Scozia e, nel 1906, come cappella per i Cavalieri del Cardo - ma entrambe le proposte furono rifiutate.

## Incoronazioni
L'abbazia di Holyrood ospitò l'incoronazione di Giacomo II nel 1437 e di Carlo I nel 1633. Fra le regine consorti incoronate a Holyrood si ricordano:
- Margherita d'Inghilterra nel 1504
- Maria di Guisa nel 1540
- Anna di Danimarca nel 1590

## Matrimoni
Nell'abbazia furono celebrati numerosi matrimoni reali, tra cui:
- Giacomo II e Maria di Gheldria nel 1449
- Giacomo III e Margherita di Danimarca nel 1469
- Giacomo IV e Margherita d'Inghilterra nel 1503

## Nascite
- Giacomo II nacque qui nel 1430

## Funerali
L'abbazia fu luogo di molti funerali reali e sepolture, la maggior parte nella cappella est della navata sud, nota come "Volta Reale". I reali sepolti qui in origine sono:
- re Davide II nel 1371
- re Giacomo II nel 1460
- Arthur Stewart, duca di Rothesay (secondogenito di Giacomo IV) nel 1510
- Maddalena di Valois nel 1537
- Giacomo, Duca di Rothesay (primogenito di Giacomo V) nel 1541
- Arthur, duca di Albany (secondogenito di Giacomo V) nel 1541
- re Giacomo V nel 1542
- Enrico Stuart, Lord Darnley nel 1567
- Margaret (secondogenita di Giacomo VI) nel 1600
- Maria di Gheldria nel 1848 (Maria era prima sepolta nella Trinity College Kirk)

Le sepolture/monumenti non-reali da segnalare sono:
- Alexander Mylne †1643, maestro muratore. Monumento restaurato dal suo discendente Robert Mylne nel 1776.
- Robert Douglas, Viscount Belhaven †1639. Statua di marmo di John Schoerman molto simile ad un'altra dello stesso autore che si trova a Westminster Abbey.
- lastra medioevale c. 1300 a Sibilla de Stratun (presumibilmente quella che oggi è Straiton).
- bara medioevale di Robert Ross †1409, incisa con un calice.
- vescovo George Wishart †1671. Cherubini senza testa sul frontone, forse di Robert Mylne.
- Giorgio, conte di Sutherland, †1703, Monumento di James Smith, compresi i nomi di famiglia che incorniciano le colonne.
- Jane, contessa di Eglinton, †1596. La tomba di forma simile a Greyfriars Kirkyard.
- Thomas Lowes †1812
- Adam Bothwell †1593.
- Margaret Bakster †1592
- Adiacente al di sopra di un monumento illeggibile a John (?) †1543 con croce, bussole e strumenti.
- Euphemia Stewart †1817, un obelisco incorniciato fuori dalle pareti.
- George Douglas, vescovo di Moray